# Körsbärshäxkvast
Körsbärshäxkvast (Taphrina wiesneri) är en svampart som först beskrevs av Ráthay, och fick sitt nu gällande namn av Mix 1954. Körsbärshäxkvast ingår i släktet Taphrina och familjen häxkvastsvampar. Arten är reproducerande i Sverige. Inga underarter finns listade i Catalogue of Life.